# Kilmead
Kilmead (iriska: Cill Míde) är en ort i republiken Irland.   Den ligger i provinsen Leinster, i den centrala delen av landet, 50 km sydväst om huvudstaden Dublin. Kilmead ligger 90 meter över havet och antalet invånare är 299.
Terrängen runt Kilmead är platt, och sluttar västerut.Runt Kilmead är det glesbefolkat, med 19 invånare per kvadratkilometer. Närmaste större samhälle är Athy, 7,1 km sydväst om Kilmead. Trakten runt Kilmead består till största delen av jordbruksmark.